# Nelson Diebel
Nelson Diebel (n. 9 noiembrie 1970, Hinsdale⁠(d), Comitatul DuPage, Illinois, SUA) este un înotător american, medaliat olimpic. A participat la o ediție a Jocurilor Olimpice (1992) în care a câștigat 3 medalii de aur.